# CV Mitteldeutschland
Chemie Volley Mitteldeutschland – męski klub siatkarski z Niemiec z miasta Spergau. Założony został 28 marca 2000 roku. Od sezonu 2007/2008 występuje w 1. Bundeslidze. Wcześniej znany pod nazwą VC Bad Dürrenberg/Spergau.